# Protestas en el Líbano (2011)
Las Protestas en el Líbano de 2011 fueron una serie de alzamientos populares iniciada el 12 de enero de dicho año dentro de la Primavera Árabe. Las revueltas, si bien no tuvieron un final directo, se han ido acabando poco a poco.
El Líbano se une a la Primavera Árabe mediante Facebook en protesta por el discriminatorio sistema que reparte el poder en el país entre comunidades religiosas.[cita requerida]

## Contexto
Todo empieza por un intento de mantener un equilibrio difícil entre las 18 sectas presentes en el país. Para que ninguna se enfrentase a otra, se desarrolló un sistema cirquense de cupos.
En Beirut, el 6 de marzo de 2011, los protestantes se aglomeraron en el distrito industrial de Dora ante una presencia policial discreta.
También se buscaba el fin del sistema sectario y que los políticos que se asientan en él sean encarcelados.
El millonario de las telecomunicaciones, el suní Nagib Mikati, confirmó tras reunirse con el presidente del país, que el norteamericano Michel Suleiman, fue elegido nuevo primer ministro libanés, y que iniciaría sus consultas para formar el nuevo Gobierno. Mikati era el candidato apoyado por la coalición de partidos encabezada por Hezbolá y se ha comprometido a hablar con todas las fuerzas políticas si resulta elegido. El cambio en la jefatura de Gobierno, que hasta entonces  ocupaba Saad Hariri, ha hecho más profunda la crisis latente que vive Líbano.
Miles de seguidores de Saad Hariri tomaron las calles de la Trípoli, bastión de los suníes, para protestar contra el designación de Mikati como nuevo jefe del Gobierno gracias al apoyo de 65 gradas de las 128 que tiene el Parlamento.
Hubo más razones para protestar, como en toda la región: Crisis económica, más corrupción, etc. De ahí que muchos carteles se hicieran eco de esos problemas. Pero el objetivo principal, como en el resto de las protestas árabes, es ganar en libertades. Al final, estas revueltas dejarían un saldo de 17 muertos.

### El detonante: Un nuevo gobierno
El Líbano es una república parlamentaria, en el marco general de convencionalismo, una forma de asociacionismo en el que los más altos cargos están proporcionalmente reservados para los representantes de algunas comunidades religiosas. La Constitución otorga al pueblo el derecho a cambiar su gobierno, sin embargo, desde mediados de 1970 hasta las elecciones parlamentarias de 1992, una guerra civil impidió el ejercicio de los derechos políticos.
Según la Constitución, las elecciones directas se realizarán cada 4 años. La última legislatura electoral fue en 2009, que dio lugar a unos seis meses antes de que un nuevo gobierno se formó. El Parlamento , a su vez, elige a un presidente cada 6 años a un solo término, que es, sin embargo, no elegibles para la reelección. El presidenciales del pasado electoral fue en 2008. El presidente y el parlamento elige al primer ministro . Los partidos políticos se agrupan ya sea con la alianza 8 de Marzo o la Alianza 14 de Marzo . (El Partido Socialista Progresista de Walid Jumblatt es aparentemente independiente, pero se inclina hacia 8 de marzo, ya que su retiro de la entonces vigente en 14 de marzo).
Líbano demografía es más o menos dividido entre los sunitas, los chiitas y cristianos (la mayoría de los cuales son maronitas). Debido a los problemas demográficos, en medio de temores de que el país podría ser un barril de pólvora , un censo no se ha llevado a cabo desde 1932. Desde entonces, el gobierno sólo ha publicado estimaciones aproximadas de la población.